# Chef de partie
 (avril 2025).
Si vous disposez d'ouvrages ou d'articles de référence ou si vous connaissez des sites web de qualité traitant du thème abordé ici, merci de compléter l'article en donnant les références utiles à sa vérifiabilité et en les liant à la section « Notes et références ».
 (avril 2025).
Un chef de partie est un cuisinier confirmé qui a une responsabilité précise au sein d'une cuisine, par exemple les sauces ou la viande (saucier), le poisson (poissonnier). Il est aidé dans sa tâche par un ou plusieurs commis. 

## Les différents chefs de partie
- Cuisine froide :
  - Le garde-manger/ CDP froid
- Cuisine chaude :
  - Le saucier
  - L'entremétier
  - Le rôtisseur/grilladin
  - L'écailler
  - Le poissonnier
- Pâtisserie :
  - Le pâtissier